# Liste der Wappen in der Metropolitanstadt Turin Orte A bis E
Die Liste der Wappen in der Metropolitanstadt Turin A bis E beinhaltet alle in der Wikipedia gelisteten Wappen der Orte mit dem Anfangsbuchstaben A bis E in der Metropolitanstadt Turin (bis 2014 Provinz Turin) in der Region Piemont in Italien. In dieser Liste werden die Wappen mit dem Gemeindelink angezeigt. 

## Wappen der Metropolitanstadt Turin

Metropolitanstadt Turin

## Wappen der ehemaligen Provinz Turin

Provinz Turin
Lage in Italien

## Wappen der Gemeinden der Metropolitanstadt Turin A bis E

Agliè
Airasca
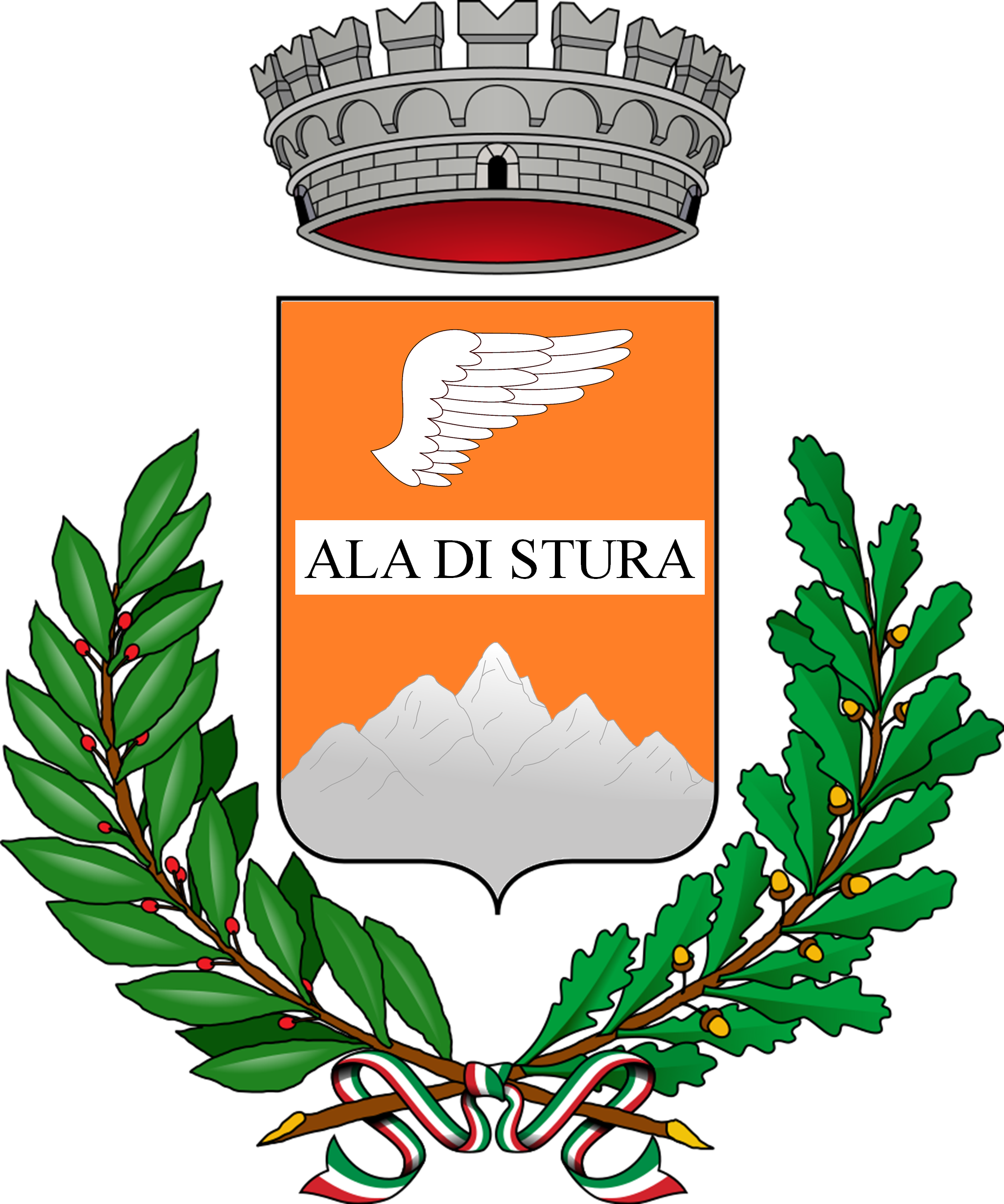
Ala di Stura
Albiano d’Ivrea
Almese
Alpette
Alpignano
Andezeno
Andrate
Angrogna
Arignano
Avigliana
Azeglio
Bairo
Balangero
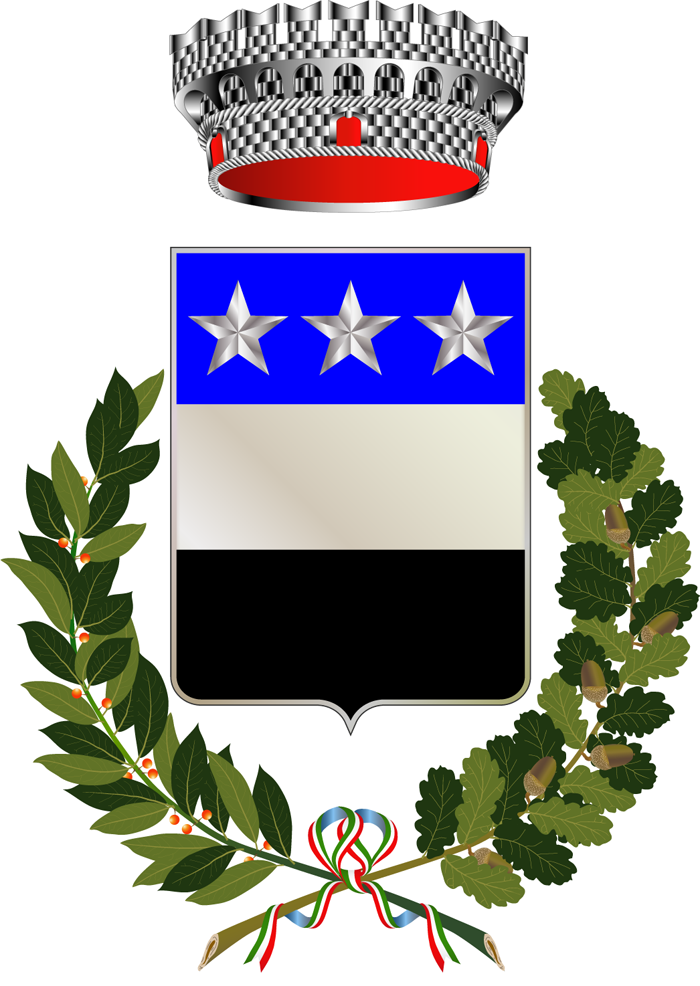
Baldissero Canavese
Baldissero Torinese
Balme
Banchette
Barbania
Bardonecchia
Barone Canavese
Beinasco
Bibiana
Bobbio Pellice
Bollengo
Borgaro Torinese
Borgiallo
Borgofranco d’Ivrea
Borgomasino
Borgone Susa
Bosconero
Brandizzo
Bricherasio
Brosso
Brozolo
Bruino
Brusasco
Bruzolo
Buriasco
Burolo
Busano
Bussoleno
Buttigliera Alta
Cafasse
Caluso
Cambiano
Campiglione-Fenile
Candia Canavese
Candiolo
Canischio
Cantalupa
Cantoira
Caprie
Caravino
Carema
Carignano
Carmagnola
Casalborgone
Cascinette d’Ivrea
Caselette
Caselle Torinese
Castagneto Po
Castagnole Piemonte
Castellamonte
Castelnuovo Nigra
Castiglione Torinese
Cavagnolo
Cavour
Cercenasco
Ceres
Ceresole Reale
Cesana Torinese
Chialamberto
Chianocco
Chiaverano
Chieri
Chiesanuova
Chiomonte
Chiusa di San Michele
Chivasso
Ciconio
Cintano
Cinzano
Cirié
Claviere
Coassolo Torinese
Coazze
Collegno
Colleretto Castelnuovo
Colleretto Giacosa
Condove
Corio
Cossano Canavese
Cuceglio
Cumiana
Cuorgnè
Druento
Exilles

## Wappen der Gemeinden der Metropolitanstadt Turin F bis Q
- Liste der Wappen in der Metropolitanstadt Turin Orte F bis Q

## Wappen der Gemeinden der Metropolitanstadt Turin R bis Z
- Liste der Wappen in der Metropolitanstadt Turin Orte R bis Z